# Irene (film 1936)
Irene (Das Mädchen Irene) è un film del 1936 diretto da Reinhold Schünzel.

## Produzione
Il film, prodotto dall'Universum Film (UFA), fu girato a Londra, Montecarlo, Parigi e in Germania, tra Dahlem e Potsdam. Le riprese durarono da giugno a settembre 1936.
Le coreografie furono affidate a Jens Keith.

## Distribuzione
Distribuito dalla Universum Film (UFA), uscì al Gloria-Palast di Berlino il 9 ottobre 1936.
Il 21 maggio 1937, l'Ufa Film Company presentò il film a New York in versione originale senza sottotitoli.